# 庫特拉里
库特拉里（法語：Courtelary）是瑞士联邦伯尔尼州伯尔尼汝拉的首府和市镇。该市镇面积为22.24平方千米，海拔高度695米，2018年12月31日人口数为1,437。